# Berhe Tesfagiorghis
Berhe Tesfagiorghis O’Michael (* 2. Dezember 1975) ist ein ehemaliger eritreischer Fußballschiedsrichterassistent.
Von 2002 bzw. 2004 bis 2021 stand Tesfagiorghis fast 20 Jahre lang auf der Liste der FIFA-Schiedsrichter und war an der Spielleitung internationaler Fußballspiele beteiligt.
Beim Afrika-Cup 2019 in Ägypten leitete er insgesamt vier Spiele. Zudem war Tesfagiorghis unter anderem Schiedsrichterassistent in der CAF Champions League, bei der U-20-Weltmeisterschaft 2015 in Neuseeland, in der afrikanischen WM-Qualifikation (sechs Einsätze) sowie bei diversen Qualifikations- und Freundschaftsspielen.
Im Juli 2019 hatte Tesfagiorghis seine letzten internationalen Spieleinsätze.